# 후지와라노 겐리마로
후지와라노 겐리마로(藤原元利万侶, ふじわら の げんりまろ/もりまろ)는, 일본 헤이안 시대 전기의 귀족이다. 한자 표기는 元利麻呂로도 기록된다. 후지와라 식가(式家)로 중납언 · 후지와라노 다네쓰구의 손자이며, 오스미노카미 · 후지와라노 후지오(藤原藤生)의 아들이다. 관위는 종5위하 ·다자이노쇼니(大宰少弐)였다.

## 경력
덴난 2년(858년) 당에서 상선을 타고 귀국한 승려 엔친(円珍)을 위문하는 우대신 · 후지와라노 요시미(藤原良相)의 사자를 맡는다. 식부대승을 거쳐 조간 5년(863년) 종5위하 · 우쇼벤(右少弁)으로 임관되었다.
조간 9년(867년) 다자이노쇼니에 임명되어 다자이후에 부임하였다. 그러나 조간 12년(870년) 11월 13일에 겐리마로는 신라왕과 짜고 일본 조정에 대한 모반을 계획하고 있다는, 지쿠고노곤노사쇼(筑後権史生) · 사에키노 사네쓰구(佐伯真継)의 밀고가 있어 그달 17일 겐리마로 등 5명이 추포되었다.

## 역임한 관직
『일본삼대실록』에 따른다.
- 시기 미상 : 정6위상. 식부대승
- 조간 5년(863년) 정월 7일 : 종5위하 . 날짜 미상 : 우쇼벤. 2월 10일 :다자이노쇼니. 2월 16일 : 우쇼벤
- 조간 7년(865년) 10월 21일 : 지지주(次侍従)
- 조간 9년(867년) 정월 12일 : 다자이노쇼니

## 계보
『손피빈먀쿠』(尊卑分脈)에 따른다.
- 아버지 : 후지와라노 후지오
- 어머니 : 미상
- 아내 : 미상
  - 아들 : 후지와라노 마사노부(藤原雅延)